# 1751 a tudományban
Az 1751. év a tudományban és a technikában.

## Csillagászat
- Nicolas Louis de Lacaille felfedezi a 47 Tucanae-t

## Kémia
- Axel Fredrik Cronstedt felfedzi a nikkelt.

## Orvostudomány
- Felfedezik a pupilla reflexet.

## Díjak
- Copley-érem: John Canton

## Születések
- március 3. - Pierre Prévost, svájci fizikus és filozófus († 1839)
- december 10. - George Shaw, angol természettudós († 1813)

## Halálozások
- november 30. Jean-Philippe de Chéseaux svájci csillagász és matematikus (* 1718)
- augusztus 30. - Christopher Polhem, svéd tudós és feltaláló (* 1661)